# フルトリマゾール
フルトリマゾール（英：Flutrimazole）は広域スペクトルの抗真菌薬である。皮膚の表在性真菌症の局所的治療に使用される。フルトリマゾールはイミダゾール誘導体である。その抗真菌作用は、in vivo及びin vitroの研究で、クロトリマゾールと同等で、ビホナゾールよりも高いことが実証されている。

## 作用機序
ラノステロール14α-デメチラーゼの作用を阻害することにより、エルゴステロールの合成を阻害する。

## 関連記事
- クロトリマゾール